# サテン・ドール (シャーリー・スコットのアルバム)
| 専門評論家によるレビュー | 専門評論家によるレビュー |
| レビュー・スコア         | レビュー・スコア         |
| 出典                     | 評価                     |
| ------------------------ | ------------------------ |
| AllMusic                 | [ 1 ]                    |

『サテン・ドール』(Satin Doll) は、アメリカ合衆国のオルガン奏者であるシャーリー・スコットが、1961年に録音し、プレスティッジ・レコードから1963年にリリースしたアルバム。スコットがデューク・エリントンの作品を集めたアルバムとしては、1959年のアルバム『Scottie Plays the Duke』に次ぐ2作目であった。

## 評価
オールミュージック (AllMusic) のレビューは、「スコットは燃えているが、少々上品すぎる (A bit more prim, though Scott still burns) と評している。

## トラックリスト
| #  | タイトル | 作詞 | 作曲・編曲 | 時間 |
| -- | --- | ---- | ---------- | ---- |
| 1. | 「サテン・ドール / Satin Doll」(デューク・エリントン、ジョニー・マーサー、ビリー・ストレイホーン)                     |      |            |      |
| 2. | 「スイングしなきゃ意味ないね / It Don't Mean a Thing (If It Ain't Got That Swing)」(エリントン、アーヴィング・ミルズ) |      |            |      |
| 3. | 「Cジャム・ブルース / C Jam Blues」(バーニー・ビガード、エリントン)                                                   |      |            | 5:36 |
| 4. | 「パーディド /Perdido」(フアン・ティソル)                                                                             |      |            |      |
| 5. | 「ムード・インディゴ / Mood Indigo」(ビガード、エリントン、ミルズ)                                                    |      |            |      |
| 6. | 「昔は良かったね / Things Ain't What They Used to Be」(マーサー・エリントン、テッド・パーソンズ (Ted Persons))        |      |            |      |
| 7. | 「ソリチュード / Solitude」(エディ・デランジェ、エリントン、ミルズ)                                                   |      |            |      |

## パーソネル
- シャーリー・スコット - オルガン
- ジョージ・タッカー（英語版） - ベース
- マック・シンプキンス (Mack Simpkins) - ドラムス